# Eleuterio Delgado y Martín
Eleuterio Delgado y Martín (Sangarcía, 18 d'abril de 1852 - Madrid, 13 d'abril de 1908) va ser un advocat i polític espanyol, va ser ministre d'Hisenda durant el regnat d'Alfons XIII.

## Biografia
Després d'estudiar Dret a Madrid va obtenir plaça d'Advocat de l'Estat exercint-ne a Lleó, Bilbao i Àvila. Escollit diputat al Congrés per Lugo en 1901, va repetir escó en les successives eleccions parlamentàries que es van celebrar fins a 1907. En 1894 fou director gerent de Compañía Arrendataria de Tabacos i presidí el Sindicat Nacional de Maquinària Agrícola, fou conseller del Crèdit Iberoamericà, de Construcciones Mecánicas i altres societats.
Va ser ministre d'Hisenda entre el 30 de novembre i el 4 de desembre de 1906 en un gabinet presidit per Segismundo Moret.